# Поткамена Тунгуска
Поткамена Тунгуска (рус. Подка́менная Тунгу́ска (Сре́дняя Тунгу́ска, Чулака́н, Катанга) је сибирска река у Краснојарској Покрајини и једна од већих притока реке Јенисеј.
Дужина реке је 1865 km, сливно подручје је 240 хиљада km². Река извире испод Ангарског гребена и тече преко Средњосибирске висоравни. У свом горњем сливу протиче кроз широке и дубоке долине и позната је као Катанга. Првенствено је планинска река са многим брзацима и кланцима. У многим местима, река се пробија кроз огромне вулканске стене и формира уске кланце. Све то доводи до закључка да је ова река у делу где се зове Катанга, изузетно богата великим хидро-потенционалом. На 250 km до ушћа кроз долине, река се поново шири на двадесет или више километара.
Главне притоке Поткамене Тунгуске су: Камо, Велмо, Чула, Тетере и Чуња.

## Извор
- Подкаменная Тунгуска, Большая советская энциклопедия [мртва веза]